# Protmesibasis laeta
Protmesibasis laeta är en insektsart som beskrevs av Bo Tjeder 1992. Protmesibasis laeta ingår i släktet Protmesibasis och familjen fjärilsländor. Inga underarter finns listade i Catalogue of Life.